# Archipialea penai
Archipialea penai är en tvåvingeart som beskrevs av Evert I. Schlinger 1973. Archipialea penai ingår i släktet Archipialea och familjen kulflugor. Inga underarter finns listade i Catalogue of Life.